# Gustaf Molander
Gustaf Harald August Molander (Helsinki, 18 november 1888 – Stockholm, 19 juni 1973) was een Zweeds filmregisseur en acteur.
Gustaf Molander werd geboren in Helsinki in Finland, dat toen nog deel uitmaakte van het Russische tsarenrijk. Zijn vader was theaterregisseur en zijn moeder actrice. Van 1907 tot 1909 studeerde hij aan de koninklijke toneelschool in Stockholm. Molander was van 1909 tot 1913 als toneelspeler verbonden aan de Zweedse schouwburg in Helsinki en van 1913 tot 1926 aan de koninklijke schouwburg in Stockholm. Hij schreef meerdere filmscenario's voor Victor Sjöström en Mauritz Stiller. Tussen 1923 en 1956 werkte hij als regisseur voor de Zweedse filmmaatschappij SF.

## Filmografie (selectie)
- 1935: Swedenhielms
- 1936: Intermezzo
- 1938: En kvinnas ansikte
- 1939: En enda natt
- 1943: Ordet
- 1947: Kvinna utan ansikte
- 1948: Eva
- 1949: Kärleken segrar
- 1952: Trots
- 1967: Stimulantia